# 科尼岛 (歌曲)
科尼岛是美国创作歌手泰勒·斯威夫特制作的歌曲，由美国国民乐团客串，收录于第九张录音室专辑《永恒故事》（2020年）。此曲由斯威夫特、喬·歐文（化名），以及亞倫·戴斯納和布萊斯·戴斯納兄弟作曲，由戴斯纳兄弟制作，而马特·伯宁格负责客串演唱。科尼岛是一首另类摇滚和独立民谣歌曲，讲述一对情侣分手后对旧情的反思。
2021年1月18日，Republic唱片将此曲发行给美国成人专辑另类音乐电台。有音乐评论家赞扬斯威夫特和伯宁格歌声契合，也有评论家认为伯宁格的人声格格不入，但一般都觉得科尼岛在《永恒故事》中最为突出。它在Billboard Global 200榜最高排名第45，且在澳大利亚、加拿大、葡萄牙和美国上榜，并在澳大利亚、巴西、新西兰和英国获得销售认证。斯威夫特在時代巡迴演唱會（2023年—2024年）三度演唱此曲。

## 背景和发行
美国在2019冠狀病毒病疫情中实行封锁措施后，泰勒·斯威夫特、亞倫·戴斯納和杰克·安东诺夫一同制作第八张录音室专辑《民间故事》。此专辑在2020年7月24日无预告发行后广受好评。斯威夫特在专辑中放弃前作流行音乐的极繁主义，转而尝试新的风格。2020年9月，斯威夫特、安东诺夫和戴斯纳在哈德遜河谷长塘录音室拍摄《民间故事：长塘录音室现场》。在此纪录片中，斯威夫特演奏《民间故事》的所有歌曲，并讨论专辑背后的灵感和创作过程。三人拍摄纪录片后，庆祝《民间故事》的成绩，再留在长塘录音室谱曲。他们所作的歌曲后来集合成《永恒故事》，而斯威夫特将其描述为《民间故事》的“姐妹专辑”。它在2020年12月11日无预告发行，其中科尼岛为第九首歌曲。2021年1月18日，Republic唱片将此曲发行给美国成人专辑另类音乐电台。

## 制作和作曲
亚伦·戴斯纳和孪生兄弟布赖斯向斯威夫特发送一些国民乐团的器乐曲，包括科尼岛。斯威夫特和喬·歐文（化名）作部分歌词，而歐文又录制她的人声。四人听了样带后，一致认为此曲与国民乐团关系紧密，然后想象马特·伯宁格（主唱）演唱和布赖恩·德文多夫（鼓手）打鼓的模样。戴斯纳通知伯宁格后，伯宁格对这个想法“感到兴奋”，便集合乐队表演此曲。
戴斯纳和乔纳森·洛（Jonathan Low）在長塘錄音室录制科尼岛；洛和罗宾·贝恩顿（Robin Baynton）录制斯威夫特的人声；而洛将歌曲混音。歌曲的母带由格雷格·卡尔比和史蒂夫·法伦制作，而伯宁格的人声由肖恩·奥布赖恩（Sean O'Brien）录制。戴斯纳和德文多夫提供鼓机；戴斯纳演奏木吉他、电吉他、电贝斯、高音弦吉他、合成器；孪生兄弟布赖斯演奏钢琴和合成器，为大提琴、鼓组、小提琴、敲击乐器配器。斯科特·德文多夫演奏电贝斯和便携型钢琴。

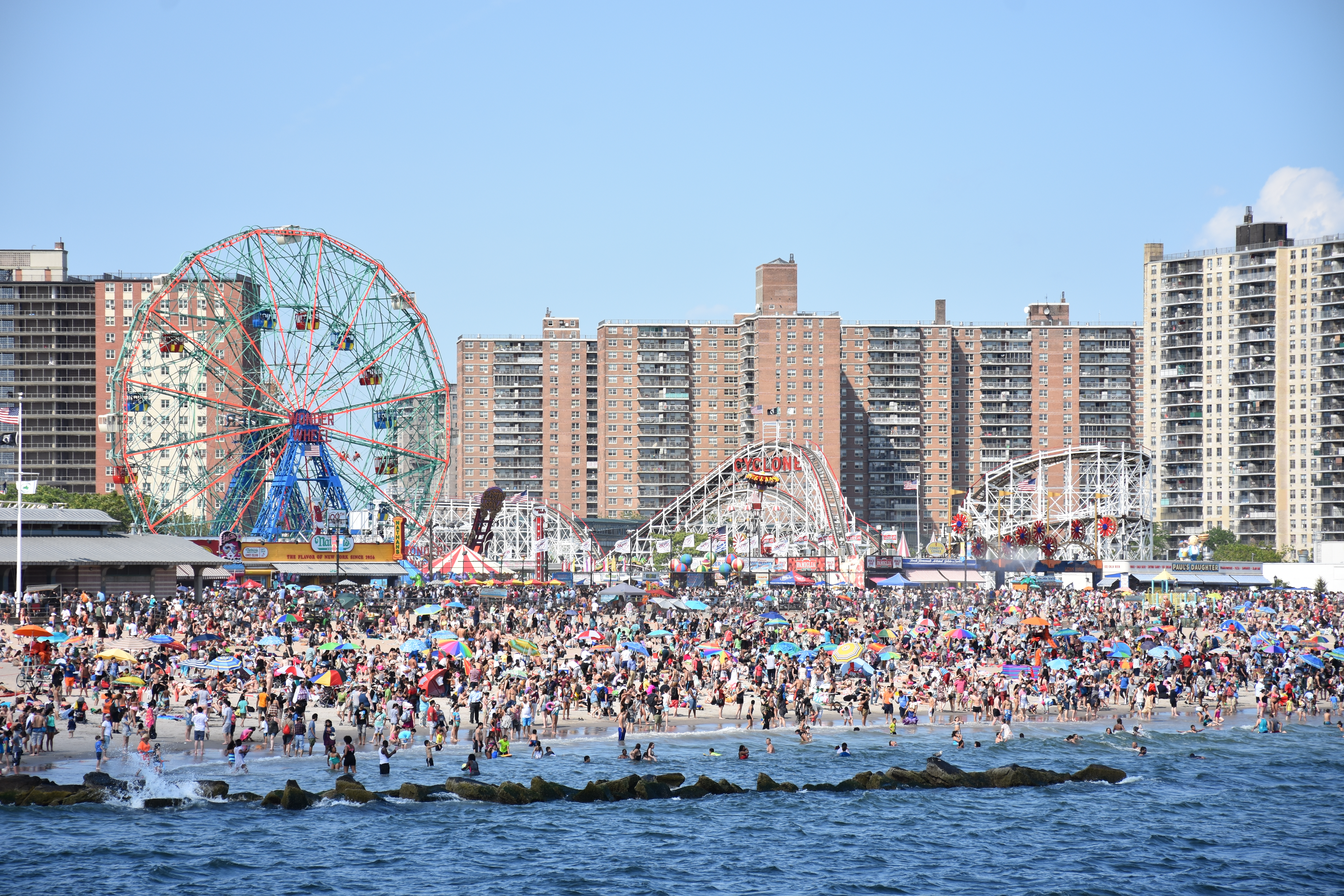
的故事发生在纽约市的娱乐区域康尼島。

科尼岛全长4分35秒，是一首華爾茲速度的另类摇滚和独立民谣歌曲。斯威夫特为带喘息声的女中音，伯宁格则为男中音，由第二段主歌开始唱到结尾。歌曲讲述的故事发生在美国纽约市的娱乐区域康尼島。斯威夫特和伯宁格代表两位已分手的情人，反思前情并责怪对方。歌词描述情人迷失于一场失败恋情的惆怅（“Breaking my soul into two looking for you/ But you're right here/ If I can't relate to you anymore/ Then who am I related to?”；“将灵魂一分为二，只为求得你/ 但你却在我面前/ 如果我不能再理解你/ 那我又和谁有关系？”）。伯宁格扮演的一方则只顾及自己，最后失去情人（“The question pounds my head/ 'What's a lifetime of achievement?'/ If I pushed you to the edge/ But you were too polite to leave me”；“问题在我脑海中挥之不去/ ‘何谓一辈子的功成名就？’/ 我令你忍无可忍/ 你却不忍心离开我”）。副歌由斯威夫特演唱，歌词为“I'm on a bench on Coney Island, wondering where did my baby go; the bright lights, the merry go”（“我坐在科尼岛的长凳上，只想知道我的宝贝去哪了；灯光照耀，欢乐不再”），其中最后一句是“merry-go-round”（旋轉木馬）的文字游戏。

## 评价
部分音乐评论家称赞斯威夫特和伯宁格歌声契合，称科尼岛在《永恒故事》中最为突出。《Spin》的博比·奥利维尔称此曲为“绝妙的黑暗二重唱”，表扬斯威夫特和伯宁格融合的歌声；《Stereogum》的汤姆·布雷汉（Tom Breihan）也认为它是专辑中最阴郁的歌曲，与第四张录音师专辑《红》（2012年）中的最后一次类似。《每日电讯报》的尼尔·麦考密克称之为《永恒故事》“最奇怪的歌曲”，认为伯宁格的演唱让歌曲升华，又称斯威夫特“清晰优美”的歌声与他“含糊强劲”的男中音对位。《综艺》的克里斯·
威尔曼（Chris Willman）将此曲与《民间故事》的二重唱放逐（2020年）相提并论，认为歌曲中的“We were like the mall before the internet/ It was the one place to be”（“我们就像网络时代前的购物中心/ 是唯一的好去处”）是“少见令人会心一笑的歌词”。
有的评论家则针对作词和伯宁格的演唱。《衛報》的亚历克西斯·彼得里迪斯认为科尼岛的歌词枯燥乏味，缺乏深度，也称歌曲如果没有伯宁格的演唱，则会平平无奇。然而，Pitchfork的萨姆·索多姆斯基（Sam Sodomsky）和Beats Per Minute的雷·芬利森说伯宁格的人声在此曲中格格不入。芬利森认为斯威夫特和伯宁格的人声差异过大，所以科尼岛听上去像父女谈话，不像两位情人的反思。科尼岛出现于《滚石》（；第26/274）和Vulture（奈特·琼斯，Nate Jones；第181/245）的斯威夫特歌曲排名中。

## 商业表现
科尼岛在2020年12月26日的《告示牌》全球二百大單曲榜首次排名第45名。在美國，此曲於《告示牌》熱門搖滾與另類歌曲榜獲第12名，於成人另類歌曲榜獲第18，於《滾石》百大單曲榜獲第32，於《告示牌》百大單曲榜獲第63。此曲在加拿大最高位列第31，在澳洲位列第42，在葡萄牙位列第150。此曲於比利時法蘭德斯Ultratip榜外單曲榜名列第8，於英國官方榜单公司串流榜獲第75名。此曲在澳洲、巴西和紐西蘭獲金唱片認證，在英國獲銀唱片認證。

## 现场表演
斯威夫特在時代巡迴演唱會（2023—2024年）三度將科尼岛用作「驚喜歌曲」，並以鋼琴演奏。2023年4月28日，她在亞特蘭大的首場出演中首次演唱此曲。2024年2月23日，她在雪梨的首場出演中與合作，演唱此曲和〈白马〉（2008年）的混搭曲。《告示牌》的漢娜·戴利（Hannah Dailey）將此次表演列入25個巡演精彩瞬間之中。2024年8月17日，斯威夫特在倫敦第六場出演中演唱此曲和〈我的男孩只會親手毀壞心愛玩具〉（2024年）的混搭曲。

## 制作人员
取自《永恒故事》的专辑注释。
- 泰勒·斯威夫特 – 主唱、词曲
- 国民乐团 – 客串
  - 亞倫·戴斯納 – 词曲、制作、录音工程师、鼓机设计、木吉他、电吉他、电贝斯、合成器
  - 布萊斯·戴斯納 – 词曲、制作、配器、合成器
  - 布赖恩·德文多夫（英语：Bryan Devendorf） – 鼓机设计、鼓组
  - 斯科特·德文多夫（英语：Scott Devendorf） – 电贝斯、便携型钢琴
  - 马特·伯宁格（英语：Matt Berninger） – 人声
- 喬·歐文（化名） – 词曲
- 乔纳森·洛（Jonathan Low） – 混音、录音工程师、斯威夫特人声录音工程师
- 罗宾·贝恩顿（Robin Baynton） – 斯威夫特人声录音工程师
- 肖恩·奥布赖恩 – 伯宁格人声录音工程师
- 格雷格·卡尔比（英语：Greg Calbi） – 母带工程师
- 史蒂夫·法伦（英语：Steve Fallone） – 母带工程师
- Jason Treuting – 鼓组、敲击乐
- Yuki Numata Resnick – 小提琴
- Clarice Jensen – 大提琴

## 榜单表现
| 榜單（2020年）                            | 最高名次 |
| ----------------------------------------- | -------- |
| 澳大利亚（澳大利亚唱片业协会單曲榜）      | 42       |
| 比利时佛兰德（Ultratip榜外單曲榜）        | 8        |
| 全球（Billboard Global 200）              | 45       |
| 加拿大（Canadian Hot 100）                | 31       |
| 葡萄牙（葡萄牙唱片業協會單曲榜）          | 150      |
| 英國（官方榜单公司串流榜）                | 75       |
| 美国（《告示牌》百大單曲榜）              | 63       |
| 美國（《告示牌》Adult Alternative Songs） | 18       |
| 美國（《告示牌》Hot Rock Songs）          | 12       |
| 美國（《滾石》百大單曲榜）                | 32       |

## 销量认证
| 地區                           | 认证 | 认证单位/销量 |
| ------------------------------ | ---- | ------------- |
| 澳大利亚（澳大利亚唱片业协会） | 金   | 35,000‡       |
| 巴西（巴西唱片業協會）         | 金   | 20,000‡       |
| 新西兰（新西兰唱片音乐协会）   | 金   | 15,000‡       |
| 英国（英国唱片业协会）         | 银   | 200,000‡      |
| ‡僅含認證的+實際銷量           |      |               |

## 脚注
1. ↑  来源自影音俱樂部的安妮·扎列斯基、[18]《衛報》的亚历克西斯·彼得里迪斯、[19]《Spin》的博比·奥利维尔。[20]
2. ↑  来源自奥利维尔、[20]《华盛顿邮报》的索尼娅·拉奥、[21]Beats Per Minute的雷·芬利森。[22]
3. ↑  来源自奥利维尔、[20]《每日电讯报》的尼尔·麦考密克、[26]Vulture的克雷格·詹金斯、[27]《滾石》的羅伯·薛菲德、[28]The Line of Best Fit的罗斯·霍顿。[29]